# وادي السرحان
31°00′00″N 37°45′00″E / 31.0000°N 37.7500°E
 وادي السرحان  (تاريخياً وادي الأزرق) منخفض ارتخائي جغرافي، وحوض مائي جوفي يمتد من منطقة غويطة جراد، جنوب غرب الجوف في شمال غرب المملكة العربية السعودية إلى الصفاوي شمال الأزرق في الأردن. ومع أنه يسمى بالوادي، إلا أنه منخفض تصب به الأودية وتتجمع فيه مياه الأمطار التي تنتقل في شماله نحو حوض واحة الأزرق في أقصى شماله.
يتلقى وادي السرحان أقل من 50مم من الأمطار في السنة. ويبلغ طوله 180 كيلو متر وعرضه 32 كيلو متر، ويتسع في بعض الأجزاء إلى 56 كيلو متر، كما يبلغ متوسط انحداره 0,6 م / كم. تقع معظم أجزائه بداخل السعودية، بينما يقع جزئه الشمالي وأوديته الغربية في الأردن إلى الشرق من أرض الصُّوَّان. يمر من الوادي الطريق التجاري الواصل بين السعودية والخليج، ودول بلاد الشام فتركيا. للوادي أهمية سكانيّة وتاريخية ومواردية (مياه جوفية) بالنسبة للدولتين اللتين تتقاسماه.

## التسمية
سرحان أحد أسماء الذئب، تم تسمية وادي السرحان ذلك إلى كثرة الذئاب التي ترد مياهه القريبة وقد يكون ذلك سببا في تكاثرها في هذا الوادي ومعروف أن كنايته عند عامة البادية هو (موالغ الذيابة) أي منهل الذئاب التي تحصل على مياهه دون عناء. وفي المراجع التاريخية مايؤكد هذا الاسم (وادي السرحان) ماجاء بقصيدة لعدي بن الرقاع وهو من عاملة كلب المتوفي في العام 95هـ/714م حين جاء على ذكر "وادي الذئاب"من ديار بنو كلب:
يذكر الرحالة ⁧ويليام غيفورد بالغريف ⁩سنة 1862م أن ⁧وادي السرحان⁩ معناه ⁧وادي الذئاب⁩ وأنه مقصور على ⁧قبائل الشرارات⁩. ويعني ذلك انهم امتداد لقبيلة كلب التي كانت تتركز على مناطق الشرارات الحالية فعلى انقاضها قامت هذه القبيلة.

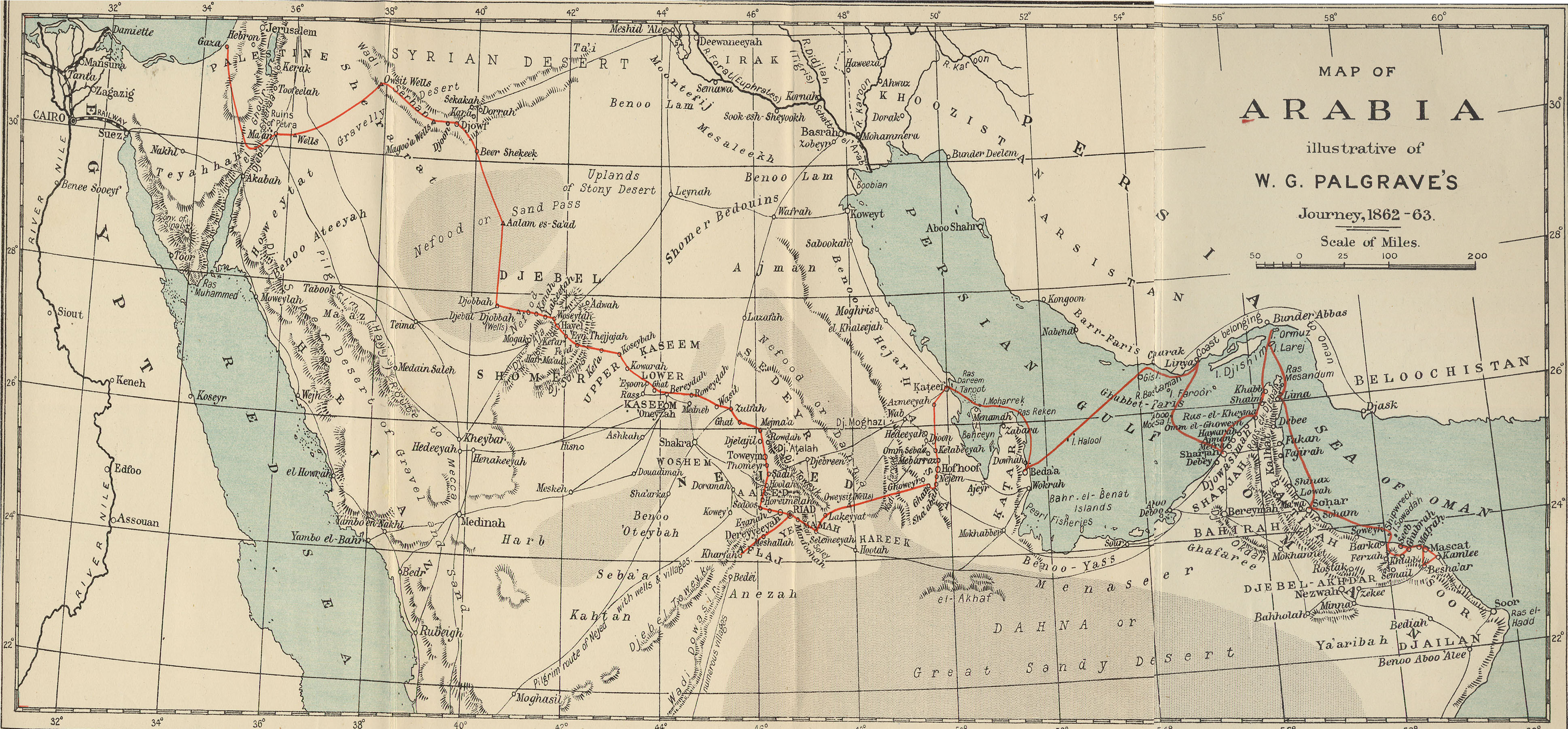
خريطة جزيرة العرب لرحلة المستشرق ⁧بلجريف⁩ عام 1862م وتمركز قبيلة ⁧الشرارات⁩ على طول ⁧وادي سرحان⁩ ⁧والجوف⁩ (رحلة بالغريف مميزة باللون الأحمر)

## التجمعات السكانية

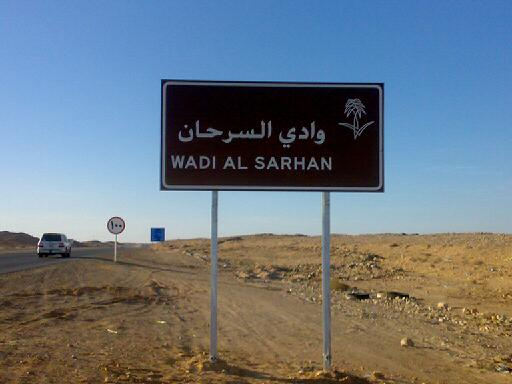
لوحة على أحد الطرق في السعودية تشير إلى الوادي.

تترامى على طول وادي السرحان القرى والمدن التي يكون معظمها في السعودية. ويصل عدد السكان الكلي للمنطقة لما يقارب نصف المليون في كلا البلدين. ومن هذه المناطق:
- في الأردن: مناطق الصفاوي والأزرق (51997  نسمة[12]).

- في السعودية: سكاكا ودومة الجندل وقارا والقريات وإثره وكاف وغيرها، بعدد سكان في منطقة الجوف يصل إلى 440,009 نسمة.[13]

## الخصائص الجغرافية
يسمى وادي السرحان ببعض المصادر بوادي الأزرق. وأحيانا وهدة وادي السرحان لتوضيح بأنه منخفض ارتخائي جغرافي. تحده الهضبة البازلتية شرقاً،  وتتوسطه مملحة حضوضاء (بالعاميّة: حظوظاء) التي تبلغ مساحتها 350كم مربع. ويحتوي وادي السرحان على عددٍ من الممالح الصغيرة والخَبْرَات على امتداده، وكانت هذه الممالح سبب تسمية مدينة القَريَّات سابقاً بقريات الملح.
يكون متوسط ارتفاع وهدة وادي السرحان 550م عن سطح البحر، وتسوده التكوينات الرباعية والميوبليوسينية (النيوجينية) باستثناء أقصاه الشمالي. تسود معظم أراضيه في الوسط الترب الجفافية العادية ذات الأفق الطيني المحلي (الكامبي (بالإنجليزية: Camborthids)) إلى جانب الترب الجفافية العادية الجصية (بالإنجليزية: Gypsorthids). تربته في الشمال جفافية عادية كلسية (بالإنجليزية: Calciorethids)وفي الجنوب فجة عادية صحراوية (بالإنجليزية: Torriorthents)، وفجة رملية صحراوية (بالإنجليزية: Torripsamments). 

### أودية وادي السرحان الغربية
تتدرج بالارتفاع منطقة الأودية الغربية باتجاه الجنوب الغربي حتى حافة حوض الحماد. أعلاها بين 1050م (امتدادات جبـل طبيق) و1010م (جبل الأخيضر). تتجه أوديته عامة شرقاً نحو منخفض وادي السرحان. معظم أراضيه في نصفه الجنوبي توضعات طميية رباعية بعضها ريحي، وفي قسمه الشمالي باليوجينية، وفي حافاته الوسطى كريتاسية. معظم تربه جفافية عادية جصية أو كلسية، وفي أوديته فجه طمية صحراوية. ومن أشهر أوديته (من الشمال إلى الجنوب) وادي أسيخم، وادي المسايل، وادي راجل، وادي الغدف، وادي باير، وادي سرمداء، وادي الغراء، وادي حدرج، وادي طبرجل.
أما القيعان الموجودة في الوادي، فمنها قاع الأزرق (في الأردن)، وقاع العمري (في الأردن)، وقاع فيضة الضاحك (في الأردن)، وقاع فيضة الرشراشية (في السعودية)، وقاع كاف (في السعودية).

## مواقع وادي السرحان الأثرية
يحتوي وادي السرحان عددًا كبيراً من المواقع الأثرية، والتي يعود تاريخها إلى العصر الحجري النحاسي. ويوجد في الشطر السعودي منه موقعان أثريان (موقع (201 - 54)) و(موقع (201 - 56). بينما في الأردن، توجد مواقع أثرية تعود لعصور مختلفة بدءاً بالعصر النحاسي إلى العصر الحديث. ومن هذه المواقع: قصر أصيخم، وقلعة الأزرق وقصر العويند. ووجدت البعثات الأثرية بالقرب في الجزء الشمالي من وادي السرحان 18 موقعاً أثرياً تعود لفترات بالغة في القدم تتراوح ما بين 7500 سنة إلى 30 ألف سنة قبل الآن.

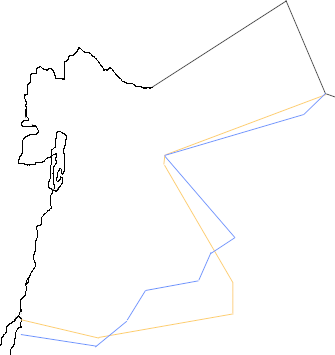
رسمت اتفاقية عمان 1965 الحدود بين الأردن والسعودية بأن صمت الشطر الغربي من الوادي للأردن بشكل نهائي

## أحداث تاريخية مرتبطة بالوادي
- مرور موسى ويونس بهذا الوادي ملبيين؛ حديث نبوي: «أنَّ رَسولَ اللهِ صَلَّى اللَّهُ عليه وسلَّمَ مَرَّ بوادِي الأزْرَقِ، فقالَ: أيُّ وادٍ هذا؟ فقالوا: هذا وادِي الأزْرَقِ، قالَ: كَأَنِّي أنْظُرُ إلى مُوسَى عليه السَّلامُ هابِطًا مِنَ الثَّنِيَّةِ، وله جُؤارٌ إلى اللهِ بالتَّلْبِيَةِ، ثُمَّ أتَى علَى ثَنِيَّةِ هَرْشَى، فقالَ: أيُّ ثَنِيَّةٍ هذِه؟ قالوا: ثَنِيَّةُ هَرْشَى، قالَ: كَأَنِّي أنْظُرُ إلى يُونُسَ بنِ مَتَّى عليه السَّلامُ علَى ناقَةٍ حَمْراءَ جَعْدَةٍ عليه جُبَّةٌ مِن صُوفٍ، خِطامُ ناقَتِهِ خُلْبَةٌ وهو يُلَبِّي قالَ ابنُ حَنْبَلٍ في حَديثِهِ: قالَ هُشيمٌ: يَعْنِي لِيفًا.»[20]
- في سياق الثورة السورية الكبرى، نزح سلطان باشا الأطرش وجماعته من الثوار السوريين إلى الأزرق في وادي السرحان هرباً من الفرنسيين وقضوا هناك الفترة بين عامي (1927 و1937).[21]
- بسنة 1925، كانت منطقة وادي السرحان 'منطقة محايدة' بين حكومة نجد إمارة  شرقي الأردن باتفاقية حدة (حداء). أنهت اتفاقية عمان (1965) الحالة الحياديَّة لوادي السرحان، حيث تم ترسيم الحدود بين الأردن والسعودية.

## وصلات خارجية
- وادي السرحان وروافده الهادرة.